# Bzince pod Javorinou
Bzince pod Javorinou je naseljeno mjesto u okrugu Nové Mesto nad Váhom u  Trenčínskom kraju u Slovačkoj.

## Stanovništvo
| Godina:     | 1993. | 2003.   | 2013.   | 2023.   |
| ----------- | ----- | ------- | ------- | ------- |
| Broj ljudi: | 2014  | 2065    | 2081    | 2014    |
| Razlika:    |       | +2,53 % | +0,77 % | -3,21 % |

| Godina:     | 2022. | 2023.   |
| ----------- | ----- | ------- |
| Broj ljudi: | 2018  | 2014    |
| Razlika:    |       | -0,19 % |

Prema podacima o broju stanovnika iz 2023. godine naselje je imalo 2014 stanovnika.

## Vanjske poveznice
|  | Zajednički poslužitelj ima još gradiva o temi Bzince pod Javorinou |

- Službena stranica naselja (sl.)